# Liste des Premiers ministres de Charles III

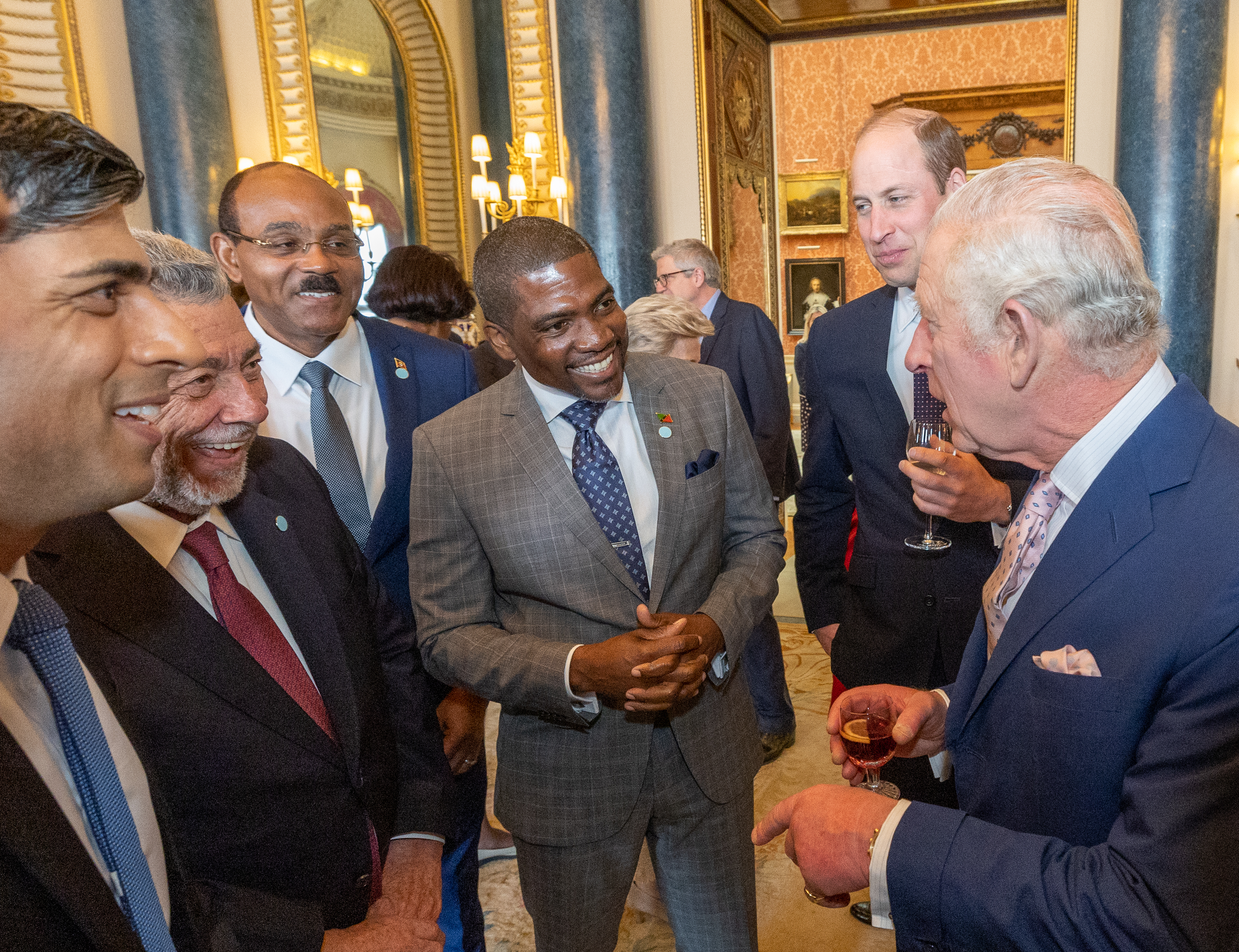
Charles III (roi du Royaume-Uni) et quatre de ses Premiers ministres en 2023. De gauche à droite : Rishi Sunak (Royaume-Uni), Ralph Gonsalves (Saint-Vincent-et-les-Grenadines), Gaston Browne (Antigua-et-Barbuda) et Terrance Drew (Saint-Christophe-et-Niévès), accompagnés du prince de Galles.

Le roi Charles III est le chef d'État de 15 royaumes du Commonwealth différents depuis le 8 septembre 2022. Dans le cadre du système de Westminster, le gouvernement de Sa Majesté est dirigé, au sein de chacune de ces nations, par un Premier ministre nommé par le monarque ou ses gouverneurs généraux.
Au 15 mars 2025, Charles III a eu 22 Premiers ministres différents et en a nommé huit depuis le début de son règne, le premier étant Rishi Sunak en tant que Premier ministre du Royaume-Uni le 25 octobre 2022, et le plus récent étant Mark Carney au poste de Premier ministre du Canada le 14 mars 2025.
Cette liste ne recense pas les Premiers ministres des États membres du Commonwealth qui ne sont pas des royaumes du Commonwealth. Les Premiers ministres des Îles Cook et de Niue (États associés de la Nouvelle-Zélande) sont listés dans la deuxième partie. Les chefs de gouvernement des entités infranationales des royaumes du Commonwealth, telles que les États et territoires de l'Australie ou les provinces et territoires du Canada, ne sont pas non plus répertoriés.

## Premiers ministres des royaumes du Commonwealth
Les Premiers ministres mentionnés à la date du 8 septembre 2022, jour de l'accession au trône de Charles III, étaient auparavant en fonction sous le règne d'Élisabeth II.

### Antigua-et-Barbuda
| No | Portrait | Nom           | Mandat                      |
| -- | -------- | ------------- | --------------------------- |
| 1  |          | Gaston Browne | 8 septembre 2022 – en cours |

### Australie
| No | Portrait | Nom              | Mandat                      |
| -- | -------- | ---------------- | --------------------------- |
| 1  |          | Anthony Albanese | 8 septembre 2022 – en cours |

### Bahamas
| No | Portrait | Nom          | Mandat                      |
| -- | -------- | ------------ | --------------------------- |
| 1  |          | Philip Davis | 8 septembre 2022 – en cours |

### Belize
| No | Portrait | Nom            | Mandat                      |
| -- | -------- | -------------- | --------------------------- |
| 1  |          | Johnny Briceño | 8 septembre 2022 – en cours |

### Canada
| No | Portrait | Nom            | Mandat                          |
| -- | -------- | -------------- | ------------------------------- |
| 1  |          | Justin Trudeau | 8 septembre 2022 – 14 mars 2025 |
| 2  |          | Mark Carney    | 14 mars 2025 – en cours         |

### Grenade
| No | Portrait | Nom             | Mandat                      |
| -- | -------- | --------------- | --------------------------- |
| 1  |          | Dickon Mitchell | 8 septembre 2022 – en cours |

### Jamaïque
| No | Portrait | Nom            | Mandat                      |
| -- | -------- | -------------- | --------------------------- |
| 1  |          | Andrew Holness | 8 septembre 2022 – en cours |

### Nouvelle-Zélande
| No | Portrait | Nom               | Mandat                             |
| -- | -------- | ----------------- | ---------------------------------- |
| 1  |          | Jacinda Ardern    | 8 septembre 2022 – 25 janvier 2023 |
| 2  |          | Chris Hipkins     | 25 janvier 2023 – 27 novembre 2023 |
| 3  |          | Christopher Luxon | 27 novembre 2023 – en cours        |

### Papouasie-Nouvelle-Guinée
| No | Portrait | Nom          | Mandat                      |
| -- | -------- | ------------ | --------------------------- |
| 1  |          | James Marape | 8 septembre 2022 – en cours |

### Royaume-Uni
| No | Portrait | Nom              | Mandat                             |
| -- | -------- | ---------------- | ---------------------------------- |
| 1  |          | Liz Truss        | 8 septembre 2022 – 25 octobre 2022 |
| 2  |          | Rishi Sunak      | 25 octobre 2022 – 5 juillet 2024   |
| 3  |          | Sir Keir Starmer | 5 juillet 2024 – en cours          |

### Saint-Christophe-et-Niévès
| No | Portrait | Nom           | Mandat                      |
| -- | -------- | ------------- | --------------------------- |
| 1  |          | Terrance Drew | 8 septembre 2022 – en cours |

### Sainte-Lucie
| No | Portrait | Nom           | Mandat                      |
| -- | -------- | ------------- | --------------------------- |
| 1  |          | Philip Pierre | 8 septembre 2022 – en cours |

### Saint-Vincent-et-les-Grenadines
| No | Portrait | Nom             | Mandat                      |
| -- | -------- | --------------- | --------------------------- |
| 1  |          | Ralph Gonsalves | 8 septembre 2022 – en cours |

### Îles Salomon
| No | Portrait | Nom               | Mandat                        |
| -- | -------- | ----------------- | ----------------------------- |
| 1  |          | Manasseh Sogavare | 8 septembre 2022 – 2 mai 2024 |
| 2  |          | Jeremiah Manele   | 2 mai 2024 – en cours         |

### Tuvalu
| No | Portrait | Nom           | Mandat                             |
| -- | -------- | ------------- | ---------------------------------- |
| 1  |          | Kausea Natano | 8 septembre 2022 – 26 février 2024 |
| 2  |          | Feleti Teo    | 26 février 2024 – en cours         |

## Royaume de Nouvelle-Zélande
Les Îles Cook et Niue sont en libre association avec la Nouvelle-Zélande. Ils ne sont pas membres du Commonwealth mais sont reconnus comme États souverains par les Nations unies. La Nouvelle-Zélande et ses États associés, ainsi que les Tokelau et la dépendance de Ross, forment le royaume de Nouvelle-Zélande.

### Îles Cook
| No | Portrait | Nom        | Mandat                      |
| -- | -------- | ---------- | --------------------------- |
| 1  |          | Mark Brown | 8 septembre 2022 – en cours |

### Niue
| No | Portrait | Nom             | Mandat                      |
| -- | -------- | --------------- | --------------------------- |
| 1  |          | Dalton Tagelagi | 8 septembre 2022 – en cours |